# Computer.com
Computer.com, Inc. fue una empresa puntocom de corta duración fundada en 1999. Después de gastar la mitad de sus $7 millones en capital riesgo en anuncios durante el Super Bowl XXXIV, fue vendida a Office Depot en 2000.Es significativa como un caso de estudio para historiadores empresariales y otros interesados en la burbuja puntocom.

## Historia
Antes de 1999, el dominio computer.com era propiedad de Gary Kremen, quien lo vendió por $500,000.En 1999, Mike Ford y Mike "Zappy" Zapolin fundaron Computer.com como un sitio web de propósito general para enseñar a las personas sobre diversos aspectos de la informática.Después de recaudar $7 millones en capital riesgo, Computer.com se asoció con una agencia de publicidad para crear tres anuncios para el Super Bowl seis semanas antes del inicio del juego.Inicialmente, se sintieron desanimados, ya que, debido a su entrada tardía, su franja horaria se ubicó al final del partido, durante la advertencia de los dos minutos. Sin embargo, gracias a lo reñido del juego, el anuncio se convirtió en uno de los más vistos de todos los tiempos.
Después del Super Bowl XXXIV, la empresa obtuvo "2 millones de dólares adicionales en una segunda ronda de financiación".A finales del año 2000, la empresa fue vendida a Office Depot.

## Operaciones
No está claro si Computer.com alguna vez obtuvo ganancias o brindó algún tipo de servicio real a los consumidores. Los espectadores que visitaban el sitio en respuesta al comercial del Super Bowl encontraban solo un pequeño diccionario de términos como "MP3" y enlaces para comprar productos básicos de computación doméstica de otras empresas, principalmente outpost.com.Computer.com se convirtió en un ejemplo notorio de los extremos de la "burbuja puntocom", ya que parecía haber atravesado todo su ciclo de vida —incluido el anuncio de $7 millones en el Super Bowl— sin haber definido claramente qué ofrecía como empresa ni haber realizado venta alguna.

## Uso del dominio
Antes del 30 de marzo de 2024, el dominio se utilizaba como una interfaz para una supuesta versión modificada de ChatGPT, similar a Bing Chat.
Desde el 30 de marzo de 2024, el dominio se utiliza actualmente como una plataforma de infraestructura de IA en la nube.